# 53157 Akaishidake
53157 Akaishidake è un asteroide della fascia principale. Scoperto nel 1999, presenta un'orbita caratterizzata da un semiasse maggiore pari a 2,5568238 UA e da un'eccentricità di 0,3470621, inclinata di 23,31310° rispetto all'eclittica.